# Berghin (Alba)
Berghin (allemand : Blutroth; hongrois : Berve) est une commune située dans le județ d'Alba en Roumanie. Elle possède une population de 1 893 habitants et est composée de quatre villages: Berghin, Ghirbom (Oláhgorbó), Henig (Henningsdorf; Henningfalva) et de Straja (Őregyháza).

## Démographie
Lors de ce recensement de 2011, 89,75 % de la population se déclarent roumains, 4,27 % comme roms et 1,26 % allemands (4,01 % ne déclarent pas d'appartenance ethnique et 0,28 % déclarent appartenir à une autre ethnie).

## Politique
| Parti | Parti                           | Sièges |
| ----- | ------------------------------- | ------ |
|       | Parti national libéral (PNL)    | 8      |
|       | Parti Mouvement populaire (PMP) | 2      |
|       | Parti social-démocrate (PSD)    | 1      |